# Curt Rydell
Curt Rydell, född 28 maj 1901 i Härnösand, död 2 april 1967 i Jönköping, var en svensk tecknare och grafiker.
Han var son till tandläkaren Emil Rydell och Ebba Håkansson. Rydell studerade vid Wilhelmsons målarskola i Stockholm 1919–1920 och vid Akademie der Bildenden Künste München 1920–1922 samt vid Académie Colarossi, Académie de la Grande Chaumière och Académie Ranson i Paris 1928 och 1930 samt under studieresor till Italien och de nordiska länderna. Separat ställde han ut ett flertal gånger i Härnösand, Lilla utställningen i Stockholm och på Hallands museum i Halmstad. Tillsammans med Gusty Olsson ställde han ut i Ulricehamn. Han medverkade i samlingsutställningar med Sveriges allmänna konstförening på Liljevalchs konsthall och i utställningar arrangerade av Södra Vätterbygdens konstförening och Ulricehamns konstförening. Hans konst består av hamnbilder, porträtt, landskapsbilder utförda i träsnitt, tusch eller blyerts. Som illustratör medverkade han i Bonniers veckotidning och Svenska Dagbladet. Rydell finns representerad vid Hallands museum och Södra Vings medeltidskyrka i Hökerum. Han är begravd på Nya kyrkogården i Torshälla.